# 古屋恒次郎
古屋 恒次郎（ふるや つねじろう、1864年9月28日（元治元年8月28日） - 1912年（大正元年）10月25日）は、日本の薬学者、教育家。薬学博士。千葉医学専門学校教授。正五位勲五等。

## 人物
石川県士族・古屋安左衛門の二男。1890年7月、帝国大学医科大学薬学科を卒業して薬学士の称号を得た。医科大学助手となった。京都府医学校教諭に任じ1897年12月、第一高等学校教授に任じ正七位に叙せられた。1912年9月、薬学博士の学位を授与された。住所は東京市本郷区駒込西片町。

## 家族・親族
古屋家
- 父・安左衛門（石川士族）[3]
- 妻・マス（1875年 - ?、広島士族、佐原純一の長女）[3]
- 男・太郎（1893年 - ?）[1][3]

親戚
- 義父・佐原純一（数学者、教育者）

## 著書
- 『物理問答』丸善ほか、1908年[5]。